# Bernhard Hamann
Bernhard Hamann (* 21. Juni 1909 in Hamburg; † 27. Januar 1968 ebenda) war ein deutscher Geiger, Konzertmeister des NDR Sinfonieorchesters, Komponist und Gründer des Hamann-Quartetts. Er war der Vater der Schauspielerin Evelyn Hamann und des Solocellisten Gerhard Hamann.

## Leben
Bernhard Hamann wurde als Sohn des Handwerkers Bernhard Hamann und dessen Frau Catharina, geb. Hinz, in Hamburg geboren. Seinen ersten Geigenunterricht erhielt er im Alter von fünf Jahren. Mit neun Jahren besuchte er das Hamburger Konservatorium und spielte ein Jahr später in öffentlichen Konzerten. Auf der Lichtwarkschule fand Hamann, der über ein absolutes Gehör verfügte, in Hermann Schütt einen ausgezeichneten Musiklehrer und Förderer. Hamann studierte von 1926 bis 1931 als Stipendiat der Stadt Hamburg an der Hochschule für Musik Berlin bei Gustav Havemann. Während des Studiums war er zeitweise Konzertmeister im Akademischen Orchester Berlin. Schon in jungen Jahren spielte er als Solist unter der Leitung von Karl Muck, Eugen Papst, Arnold Fiedler, Hans Rosbaud und Hermann Abendroth.
1931 wurde er von Karl Muck als Erster Konzertmeister des Philharmonischen Orchesters (neben seinem späteren Schwiegervater Jan Gesterkamp) verpflichtet, 1934 war er in gleicher Position am Reichssender Hamburg tätig und von 1942 bis 1945 in der Dresdner Philharmonie. Während des Zweiten Weltkriegs war er SS-Grenadier und wurde 1944 zur Schonung seiner Hände zur Nachrichtentruppe versetzt..  Nach Kriegsende wirkte er bis zu seinem Tode wiederum beim NDR-Sinfonieorchester in Hamburg (vormals NWDR-Sinfonieorchester). Im Laufe der Jahre arbeitete er unter dem Dirigat von bedeutenden Musikern wie unter anderem Richard Strauss, Igor Strawinsky und Paul Hindemith.
Hamann gab zwischen 1930 und 1966 regelmäßig Solokonzerte, zu seinem Repertoire zählten zum Beispiel die Violinkonzerte von Mozart, Beethoven, Brahms, Tschaikowsky und Pfitzner. Im Dezember 1935 spielte er das Violinkonzert op. 47 von Jean Sibelius anlässlich dessen 70. Geburtstags. 1947 brachte er sein eigenes Violinkonzert in e-Moll op. 9 zur Uraufführung. Im Jahr 1962 trat er gemeinsam mit seinem Sohn Gerhard Hamann, dem ersten Solocellisten des Niedersächsischen Symphonie-Orchesters, an verschiedenen Orten mit dem Doppelkonzert a-moll von Johannes Brahms auf.
Zudem lehrte Hamann mehrere Jahre an der Musikakademie in Lübeck. 1955 erhielt er eine Professur an der Hochschule für Musik Hamburg. Dort leitete er eine Meisterklasse für  Violine und Kammermusik. 
Hamann spielte vorrangig auf einer Geige des italienischen Geigenbauers Joannes Baptista Guadagnini aus dem Jahr 1737. 
Während einer Konzertreise mit dem NDR-Sinfonieorchester erlitt er im Herbst 1967 in Prag einen schweren Herzanfall. Im dortigen Krankenhaus begann er sein „Prager Streichquartett“ zu komponieren und starb kurz nach dessen Vollendung am 27. Januar 1968 in Hamburg.

## Hamann-Quartett
Hamanns besondere Liebe galt dem Musizieren im Streichquartett. Bereits im Jahre 1933 gründete er das erste Hamann-Quartett, dessen Primarius er war. Diese – 1945 neu gegründete – Quartettvereinigung verfügte über ein großes klassisches Repertoire und hatte sich einen besonderen Ruf im In- und Ausland erworben. Darüber hinaus hatte sich das Hamann-Quartett nach dem Krieg durch Aufführungen der jahrelang in Deutschland nicht gespielten Komponisten der „klassischen Moderne“ wie Schönberg, Berg, Webern, Bartók, Strawinsky und durch einige Uraufführungen wie Philipp Jarnach und Pierre Boulez verdient gemacht.

## Rundfunkaufnahmen
Außer seiner Konzerttätigkeit hat Hamann in der Zeit nach 1945 als Solist und Kammermusiker an etwa 300 Rundfunkaufnahmen und einigen Schallplattenaufnahmen mitgewirkt. Seine Klavierpartner bei Aufführungen und Aufnahmen von Violinsonaten waren u. a. Richard Beckmann, Ferry Gebhardt und Hans Priegnitz. Auch nahm er viele seiner eigenen Kompositionen auf.

## Kompositionen
Bernhard Hamann erwarb seine Kompositionskenntnisse als Autodidakt. Neben mehreren eigenen Werken schrieb er Kadenzen zu den Violinkonzerten von Ludwig van Beethoven, Johannes Brahms, Joseph Haydn (C-Dur), Wolfgang Amadeus Mozart (B-Dur) sowie zum Flötenkonzert von Mozart in G-Dur.
- op. 1: 2 Lieder für Mezzosopran und Klavier aus „Die chinesische Flöte“ (1933)
- op. 2: Rondo capriccioso für Violine und Orchester (Ries & Erler) (1937) (auch mit Klavier)
- op. 3: Streichquartett Nr. 1 d-Moll (1937)
- op. 4: 3 Lieder für Mezzosopran und Klavier aus „Die chinesische Flöte“ (1939)
- op. 5: Konzert für Violoncello und Orchester d-Moll (Ries & Erler) (1938/39) (Uraufgeführt durch Gaspar Cassadó)
- op. 6: Symphonische Impression für großes Orchester (Ries & Erler) (1940) (Auftragswerk der Philharmonischen Gesellschaft Bremen)
- op. 7: Musik für 3 Violinen zu „Immensee“ von Theodor Storm
- op. 8: Sonate für Violine solo d-Moll (1942)
- op. 9: Konzert für Violine und Orchester (1944) (Uraufgeführt durch Bernhard Hamann)
- op. 10: Musik für 3 Violinen (1946/47)
- op. 10a/b: Traumbild/Tarantella für Violine solo (1945)
- op. 11: Kleine Suite für 2 Violinen (1947)
- op. 11b: Quartettsatz (1947)
- op. 12: Suite für Violine und Klavier (1948/49?) 3 Sätze
- op. 13: Musik für 2 Violinen (1948)
- op. 14: Streichquartett Nr. 2 (1948)
- op. 15: Weihnachtsmusik (Vom Himmel hoch/Gesang der Hirten) für 2 Violinen und Gambe
- WoO: Musik für einen Kulturfilm (1953)
- WoO: Nocturne und Jeu des Ondes für Violine und Orchester (auch mit Klavier) (Ries & Erler)
- WoO: Streichquartett Nr. 3 „Prager Streichquartett“ (1967)
- WoO: Zahlreiche kleine Stücke in kleiner Besetzung (Jahreszahlen verschieden)